# Johan Nygaardsvold

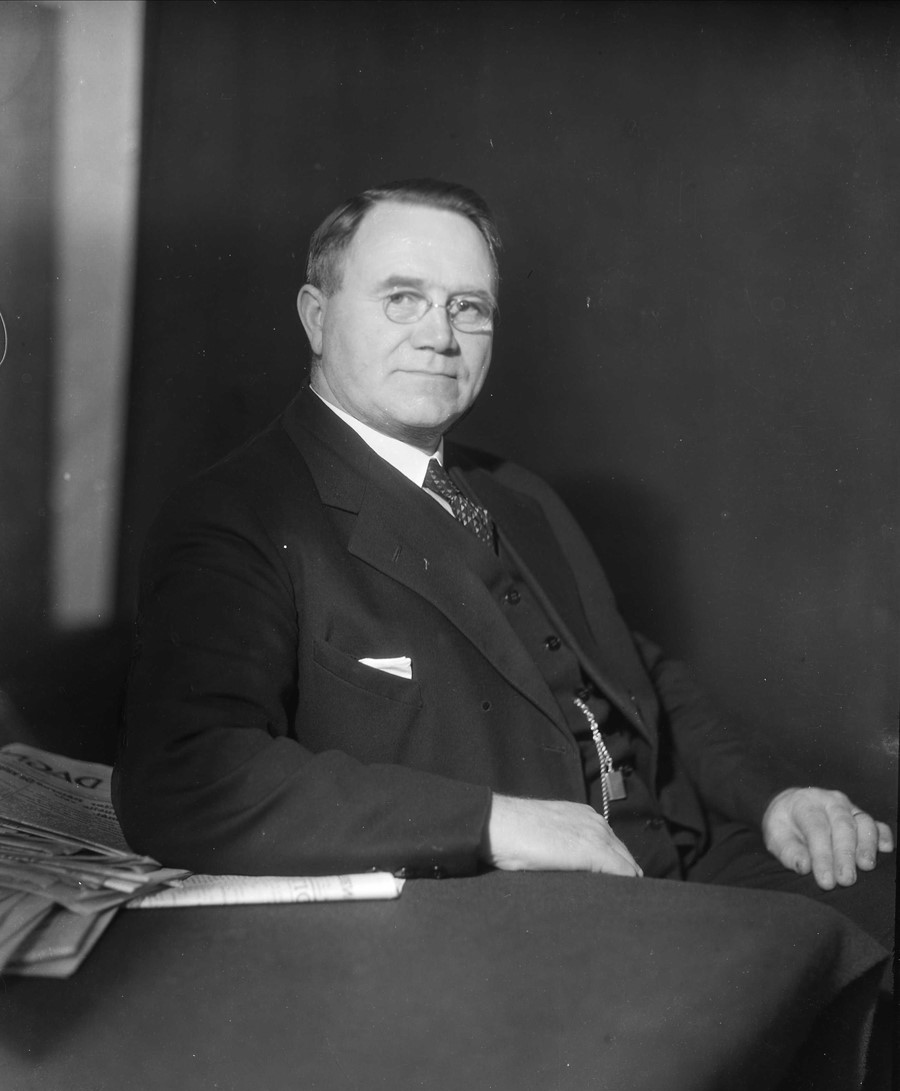
Johan Nygaardsvold um 1934

Johan Nygaardsvold ['ny:go:rsvɔl] (* 6. September 1879 in Hommelvik; † 13. März 1952 in Trondheim) war ein norwegischer Politiker.

## Jugend
Nygaardsvold ist als Sohn eines Waldbauern aufgewachsen. Als Jugendlicher arbeitete er in Sägewerken, Ziegelwerken und auf Bauernhöfen. Diese Erfahrungen waren ein großer Vorteil für seine spätere Tätigkeit als Landwirtschaftsminister.

## Politische Anfänge
Als Mitglied der Arbeiterpartei war Nygaardsvold von 1916 bis 1949 Mitglied des Storting und 1928 sowie 1934/1935 dessen Präsident.
1928 wurde er Landwirtschaftsminister.

## Ministerpräsident
Zum 20. März 1935 übernahm er das Amt des Statsministers (Ministerpräsident) von Norwegen. Am 9. April 1940 wurde Norwegen vom Deutschen Reich im Rahmen der Operation Weserübung besetzt. Johan Nygaardsvold floh mit der Regierung zuerst nach Hamar und Elverum und dann ab dem 5. Mai nach Großbritannien. Während der Dauer des Zweiten Weltkrieges war er Ministerpräsident der Exilregierung in London. Ab 1942 amtierte Vidkun Quisling, Anführer der „Norwegischen Nationalen Vereinigung“, in Norwegen als Ministerpräsident.
Die Exilregierung unter Statsminister Johan Nygaardsvold kehrte am 31. Mai 1945 nach Norwegen zurück. Am 26. Juni 1945 stellte er dieses Amt zur Verfügung, blieb aber weiter Abgeordneter im Parlament.